# 데니스 리
데니스 리(Dennis Lee, 1970년 ~ )는 한국계 미국인 영화 감독이며, 본명은 이영표이다.
그는 로스앤젤레스에서 태어났으며, 시카고로 이사하여 시카고 대학 정치학과를 졸업하였다. 이후 중학교 교사로 재직하였으며, 컬럼비아 대학 대학원 영화연출을 전공한 뒤 영화 감독으로 데뷔하였다. 그는 2008년 줄리아 로버츠 등이 출연한 영화 《파이어플라이스 인 더 가든》의 감독을 맡았다.
그의 둘째 외삼촌은 소설가 최인호이며, 큰아버지는 고려대학교 명예교수인 이문영이다.

## 작품
- 용서 (2005)
- 파이어플라이스 인 더 가든 (2008)
- 지저스 헨리 크라이스트 (2012)

## 수상
- 아카데미 시상식 학생 부문 은상 (2003)